# Cyrtodactylus bintangrendah
Cyrtodactylus bintangrendah es una especie de gecos de la familia Gekkonidae.

## Distribución geográfica
Es endémica del norte de la Malasia Peninsular y, quizá, el extremo sur de la Tailandia peninsular. Su rango altitudinal oscila entre 200 y 451 m s. n. m..